# Война Толуидов
Война Толуидов — война за наследство между Хубилай-ханом и его младшим братом Ариг-Бугой в 1260—1264 годах. 
Мункэ-хан умер в 1259 году и вопреки Великой Ясы Чингисхана Хубилай не был избран на курултае с участием всех членов царствующего дома. Вместо этого в Кайпине Хубилай был провозглашён ханом только своими приближёнными, тогда как другая часть знати провозгласила ханом Ариг-Бугу в Каракоруме месяц спустя. Серия войн, которая началась после этого, в частности войны Джучидов и Хулагуидов и война Хайду-Хубилая, привела к разделу Монгольской империи на независимые ханства. 

## Предыстория
Мункэ стал Великим ханом Монгольской империи в 1251 году на курултае в Каракоруме. Для закрепления власти Мункэ уничтожил своих конкурентов из семей Угэдэй и Чагатай. В 1258 году Мункэ назначил Ариг-Бугу командующим Каракорумом, но не назначал его своим преемником. Мункэ умер в 1259 году, что прервало завоевательный поход в империю Южная Сун.
После избрания великим ханом в Кайпине Хубилая, а в Каракоруме Ариг-Буги, в Монголии стало два великих хана. Ближайшие родственники Мункэ, включая семьи Угэдэя, Чагатая и Джучи, поддержало Ариг-Бугу. Тем временем Хубилай начал подготавливаться к возвращению из похода с войском для борьбы с конкурентом.
Берке, хан Джучи улуса, и Алгу, хан Чагатайского улуса, поддержали Ариг-Бугу, тогда как единственным поддержавшим Хубилая оказался Хулагу, правитель Ильханата. 

## Ход войны
На начало войны у Хубилая был доступ к плодородным китайским землям. Поскольку он зависел от китайских поставок, ему пришлось снискать себе расположение китайских вассалов обещаниями снизить налоги, перестроить правительственные институты по образцу китайских, а также принятием девиза правления. Хубилай также представлял себя императором-мудрецом, способным объединить китайские, корейские и монгольские земли, а Ариг-Бугу жестоким узурпатором. Тем не менее после возвращения монгольской армии Южная Сун вернула под свой контроль территорию, ранее занятую монголами. Хубилай отправил в Южную Сун дипломата для обсуждения перспективы мирного разрешения конфликта, однако предложение было отклонено, а дипломат был заключён в тюрьму.
Тем временем, у Ариг-Буги была открыта линия снабжения по долине реки Енисей. В конце 1260 года армия Хубилая двинулась к Каракоруму. Ариг-Буга отступил из столицы к притоку Енисея. Приближение зимы вынудило обе стороны разбить лагеря и дожидаться весны. Угэдэидский военачальник Кадан, один из союзников Хубилая, захватил в плен и казнил Аландара, военачальника Ариг-Буги. Тем временем другой полководец Хубилая, Лянь Сисянь, разбил на северо-западе Китая другого союзника Ариг-Буги, Лю Тайпина, и захватил продовольственные запасы.
Тем временем по убеждению Ариг-Буги Алгу убил претендента на хана Чагатайского улуса Абишху, ранее одобренного Хубилаем. Ресурсы ханства стали главным источником продовольствия для войска Ариг-Буги. 
В 1261 году Ариг-Буга проиграл сражение Хубилаю и отступил. Десять дней спустя Ариг-Буга атаковал войска Хубилая у Хинганского горного хребта в восточной Монголии. Ариг-Буга тем не менее не смог получить контроль над Монголией, а войска Хубилая тем временем начали представлять опасность для линии снабжения по Енисею. Ариг-Буга отправил посланников Алгу с просьбой о помощи, однако Алгу отказал и казнил посланников.
В это время в Китае поднялось восстание и Хубилай был вынужден вернуться в Кайпин. После отступления Хубилая, Ариг-Буга вступил в войну с Алгу. Алгу смог разбить одного из военачальников противника, однако войска Ариг-Буги заняли столицу Чагатайского улуса, город Алмалык. После нападения на Алгу часть союзников Ариг-Буги отказались дальше его поддерживать. Один из сыновей Мункэ, Юрюн-Таш, забрал свою тамгу от Ариг-Буги и отдал её Хубилаю в знак своей лояльности. Алгу собирался контрнаступить и у Ариг-Буги не хватало ресурсов для защиты; он отправился в Кайпин и добровольно сдался своему брату, что ознаменовало конец войны.

## Последствия
Ариг-Буга был заключён Хубилаем в тюрьму. Год спустя Хубилай созвал курултай, чтобы решить вопрос о наказании заключённого, так как не хотел наказывать брата без публичной поддержки монгольской знати. Тем не менее в 1266 году Ариг-Буга умер в заключении при загадочных обстоятельствах. Историки предполагают, что Хубилай мог отравить его.
Победа Хубилая не остановила процесс распада Монгольской империи. На курултае, созванном Хубилаем для подтверждения своего статус Великого хана, не присутствовало трое других ханов. Война между Берке и Хулагу продолжилась вплоть до смерти Хулагу в 1265 году. В 1269 году Хайду из Угэдэидов поднял восстание против Хубилая.
Несмотря на то, что правители западных ханств признали победу Хубилая и даже посылали просьбы подтвердить возведение на престол новых региональных ханов, все ханства уже действовали как независимые державы.